# 金网笔螺
金网笔螺（学名：Nebularia puncticulata），是新腹足目笔螺科圆笔螺属的一种。主要分布于印度尼西亚、台湾，常栖息在潮间带。